# Hansando (ATH-81)
ROKS Hansando (ATH-81) je cvičná loď námořnictva Korejské republiky (ATH – Auxiliary Training Ship Helo). Její jméno odkazuje na ostrov, u kterého Korejci roku 1592 porazili japonské loďstvo. V případě potřeby může být nasazeno jako nemocniční loď, nebo při živelních pohromách.

## Stavba
Plavidlo bylo objednáno v rámci modernizačního programu ATX u jihokorejské loděnice Hyundai Heavy Industries (HHI) v Ulsanu. Výrobce jej představil na veletrhu MADEX 2017 pod označením HTD-5500. Kýl plavidla byl založen 31. srpna 2017, trup byl na vodu spuštěn 16. listopadu 2018 a do služby bylo plavidlo přijato 22. října 2020.

## Konstrukce
Některé části plavidla jsou kvůli výcviku zdvojené (můstek, bojové informační centrum atd.). Posádku tvořilo 120 mužů a dalších 300 kadetů. Je vybavena trupovým sonarem, systémy elektronického boje a vrhači klamných cílů. Vyzbrojena je jedním 76mm kanónem K-76L/62 (kopii zbrojovky OTO Melara) na přídi, jedním 40mm kanónem Bofors L/70 na střeše hangáru a 324mm torpédomety. Na palubě je rovněž vyčleněn prostor pro případnou instalaci vertikálních vypouštěcích sil K-VLS. Na zádi se nachází rozměrná přistávací plocha a hangár pro dva vrtulníky KAI KUH-1 Surion. Nejvyšší rychlost dosahuje 24 uzlů. Dosah je 7500 námořních mil při rychlosti 18 uzlů. Vytrvalost je 30 dnů.